# ألكساندر رينغ
ألكساندر رينغ (بالفنلندية: Alexander Ring) (9 أبريل 1991 هلسنكي فنلندا - ) هو لاعب كرة قدم فنلندي، يلعب كلاعب وسط لصالح أوستن إف سي الذي ينافس في الدوري الأمريكي لكرة القدم.

## وصلات خارجية
الكسندر رينج على موقع الاتحاد الدولي (مؤرشف)  (الإنجليزية)
- الكسندر رينج على موقع الاتحاد الأوربي (الإنجليزية)
- الكسندر رينج على موقع الدوري الأمريكي (الإنجليزية)
- الكسندر رينج على موقع قاعدة بيانات كرة القدم.إي يو (الإنجليزية)
- الكسندر رينج على موقع بيانات كرة القدم. دي إي (الألمانية)
- الكسندر رينج على موقع ناشيونال فوتبول تيمز (الإنجليزية)
- الكسندر رينج على موقع Soccerbase.com (لاعب) (الإنجليزية)
- الكسندر رينج على موقع Soccerway.com (الإنجليزية)
- الكسندر رينج على موقع عالم كرة القدم.نت (الإنجليزية)
- الكسندر رينج على موقع AS.com (الإسبانية)